# Grand-rabbinat d'Israël
Le grand-rabbinat d'Israël est l'autorité suprême du judaïsme, reconnue par la loi, en Israël.
Si le grand-rabbinat d'Israël n'existe sous ce nom que depuis la création de l'État d'Israël, l'institution, au moins en tant que grand-rabbinat de Jérusalem, est beaucoup plus ancienne et remonte à l'époque où la Palestine faisait partie de l'Empire ottoman. Aujourd'hui, le grand-rabbinat administre la vie religieuse juive en Israël et particulièrement toutes les questions relatives au mariage et au divorce des Israéliens juifs. Quant à la fonction de grand-rabbin d'Israël, elle est répartie sur deux titulaires, le grand-rabbin séfarade et le grand-rabbin ashkénaze.

## Sous l'Empire ottoman
Depuis le XVIIe siècle (et jusqu'à aujourd'hui pour les séfarades), la communauté juive de Jérusalem possède à sa tête un grand-rabbin, appelé en hébreu Rishon LeTzion (ראשון לציון - le premier à Sion). En 1835, les autorités turques reconnaissent officiellement le grand-rabbin de Constantinople Hakham Bachi de Constantinople et de l'Empire. Le firman précise que le Hakham Bachi est choisi par les Juifs mais que ce choix doit être ratifié par le sultan ottoman.
En 1841, les autorités turques reconnaissent officiellement le grand-rabbinat de Jérusalem (comme ceux d'autres grandes villes de l'Empire) et accordent donc au Rishon LeTzion le titre de Hakham Bachi,.
Le Rishon LeTzion était à l'origine le grand-rabbin de toutes les communautés de Jérusalem et non des Séfarades seulement. Carol Iancu ajoute que tous les Rishonim furent nommés après une carrière fertile en déplacements, en fonctions d'administration ou d'enseignement ou de justice, en publications en de nombreuses villes de la diaspora séfarade, de Constantinople à Amsterdam.
Rishon LeTzion
- Moïse ben Jonathan Galanté (en) (1665-1689)[8],[Note 2]
- Moïse ben Salomon ibn Habib (1689-1696)[9]
- Abraham ben Raphael Rovigo (en) (1696-1714), originaire de Modène en Italie[Note 3]
- Abraham Yishaki (1708-1722)
- Benjamin Ma'ali ha-Cohen (1722-1731)
- Eliezer ben Jacob Nahum (1731-1744)[10]
- Hayyim Nissim Moïse Mizrahi (1745-1749), originaire de Bagdad en Irak[11]
- Isaac ben Juda Cohen Rappoport (1749-1755)[12], un rabbin ashkénaze[11]
- Israël-Jacob Algazi (1755-1756)[13]
- Raphaël ben Bekhar-Shemuel Meyuhas (1756-1771)[14]
- Hayyim-Raphaël-Abraham ben Asher (1771-1772)[Note 4]
- Raphaël-Moïse Bulla (1772-1773)
- Yom Tov Algazi (1786-1802)[15]
- Mardochée-Joseph Meyuhas (1802-1806)[14]
- Jacob-Moïse Ayache (1806-1817), un rabbin issu d'une famille originaire de Médéa en Algérie, fils du rabbin Juda Ayache
- Jacob Korah (1817-1819)
- Raphaël Joseph Hazan (1819-1822)
- Yom Tov Danon (1822-1824)
- Salomon Moïse Suzin (1824-1836)
- Jonas Moïse Navon (1836-1841), auteur d'un appel à l'aide pour la communauté de Jérusalem auprès de Moïse Montefiore[16].
- Judah Raphaël Navon (1841–1842)

Hakham Bachi
- Abraham Haïm Gagin (1842-1848)[17]
- Isaac Covo (1848-1854)[18]
- Hayyim Nissim Abulafia (1854-1861)[19]
- Haim Hazzan (1861-1869)[20], né à Smyrne en Turquie
- Abraham Ashkenazi (en) (1869-1880)[21] né en Grèce
- Raphaël Panigel (en) (1880-1893), né en Transylvanie
- Jacob Saul Elyashar (en) (1893-1906)

Après la mort de Jacob Saul Elyashar, le grand-rabbinat de Jérusalem connaît une période d'instabilité : sept grands-rabbins sont nommés en dix ans.
- Jacob Meir est pressenti mais sa candidature n'est pas retenu car, soutenu par l'Alliance Israélite Universelle, il est considéré par les rabbins orthodoxes comme trop français[Note 5].
- Eliahu Panigel (ou Fanijil) (1907) est nommé substitut du Hakham Bachi[22] ou selon Glass et Kark, « Vicaire du Grand-Rabbin à Jérusalem » (sic)[Note 5].

En 1909, le Hakham Bachi de Constantinople est nommé grand-rabbin de l'Empire ayant autorité sur tous les autres rabbins.
- Nahman Batito (1909-1911)[24]
- Moshe Franco (1911-1915) originaire de l'île de Rhodes[24]
- Nissim Danon (1915-1918)

## Sous le mandat britannique

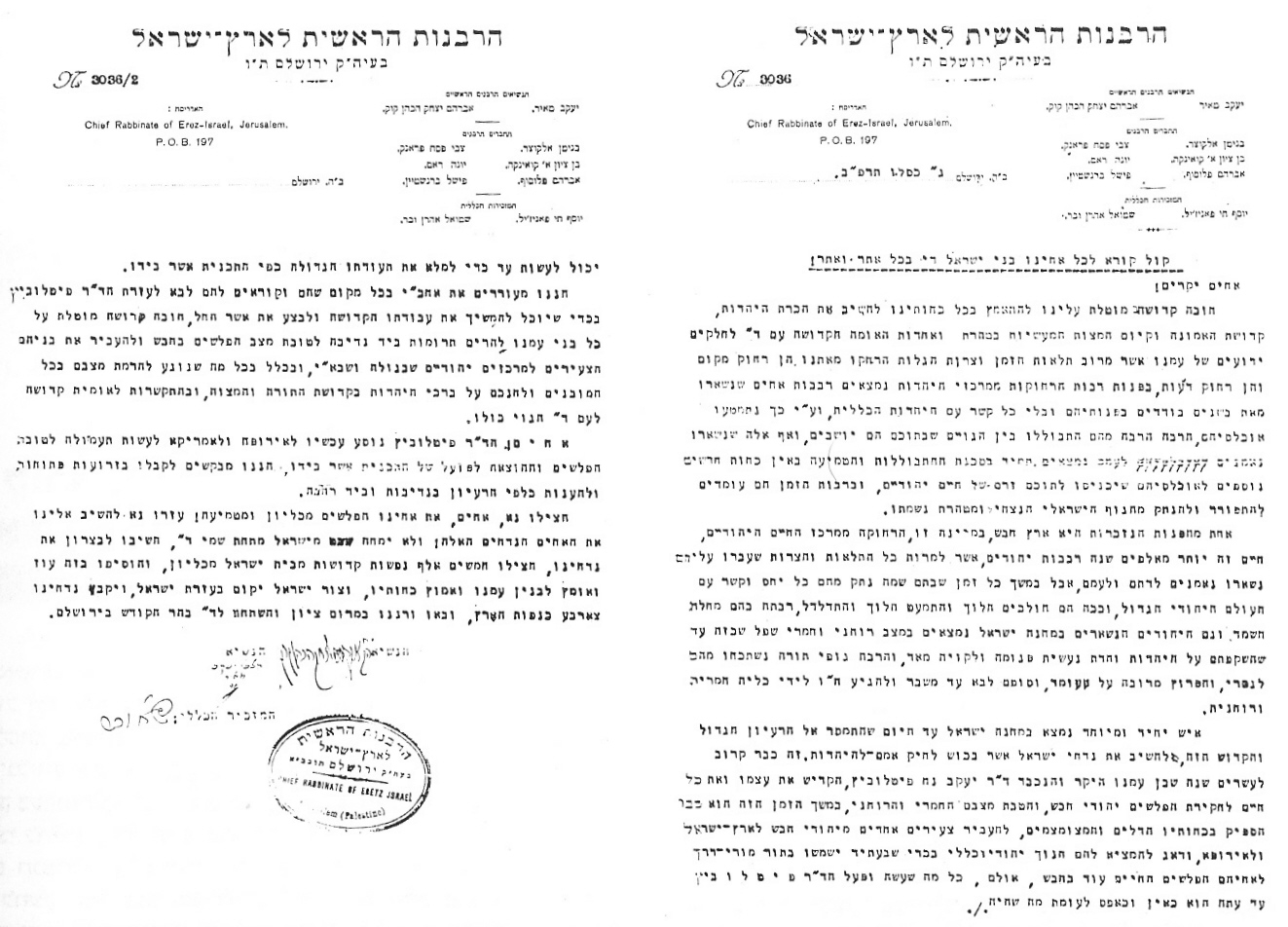
Appel signé des deux grands-rabbins pour secourir les Juifs d'Éthiopie (1921)

En 1917, la Palestine est occupée par les Britanniques. La Palestine est placée en 1920 sous le mandat de la Grande-Bretagne par la Société des Nations.
Haim Moshe Eliashar, avant la création du grand-rabbinat de la terre d'Israël, assume la charge de grand-rabbin de Jérusalem.
Sir Herbert Samuel, le premier Haut-Commissaire britannique en Palestine, instaure une commission qui recommande la création d'un Conseil du grand-rabbinat de Palestine (en anglais Chief Rabbinate of Palestine, en hébreu הרבנות הראשית לארץ-ישראל, (grand-rabbinat de la terre d'Israël)) avec deux grands-rabbins élus à sa tête, l'un séfarade qui garde le titre de Rishon LeTzion, l'autre ashkénaze, ceci pour tenir compte à la fois des institutions du Hakham Bashi léguées par le régime ottoman et de la nouvelle importance de la communauté ashkénaze en Palestine,. En février 1921, les deux premiers grands-rabbins sont élus. Le conseil est composé de deux tiers de rabbins et d'un tiers de représentants de la population.
| Grands-rabbins séfarades | Grands-rabbins ashkénazes                                                                                 |
| --- | --- |
| - Yaakov Meir (en) (1921-1939), qui avec Éliézer Ben-Yehoudah œuvra au rétablissement de l'hébreu comme langue usuelle - Benzion Uziel (en) (1939–1948) | - Avraham Yitzhak Kook (1921–1935), inspirateur du sionisme religieux - Yitzhak HaLevi Herzog (1936–1948) |

## Sous l'État d'Israël

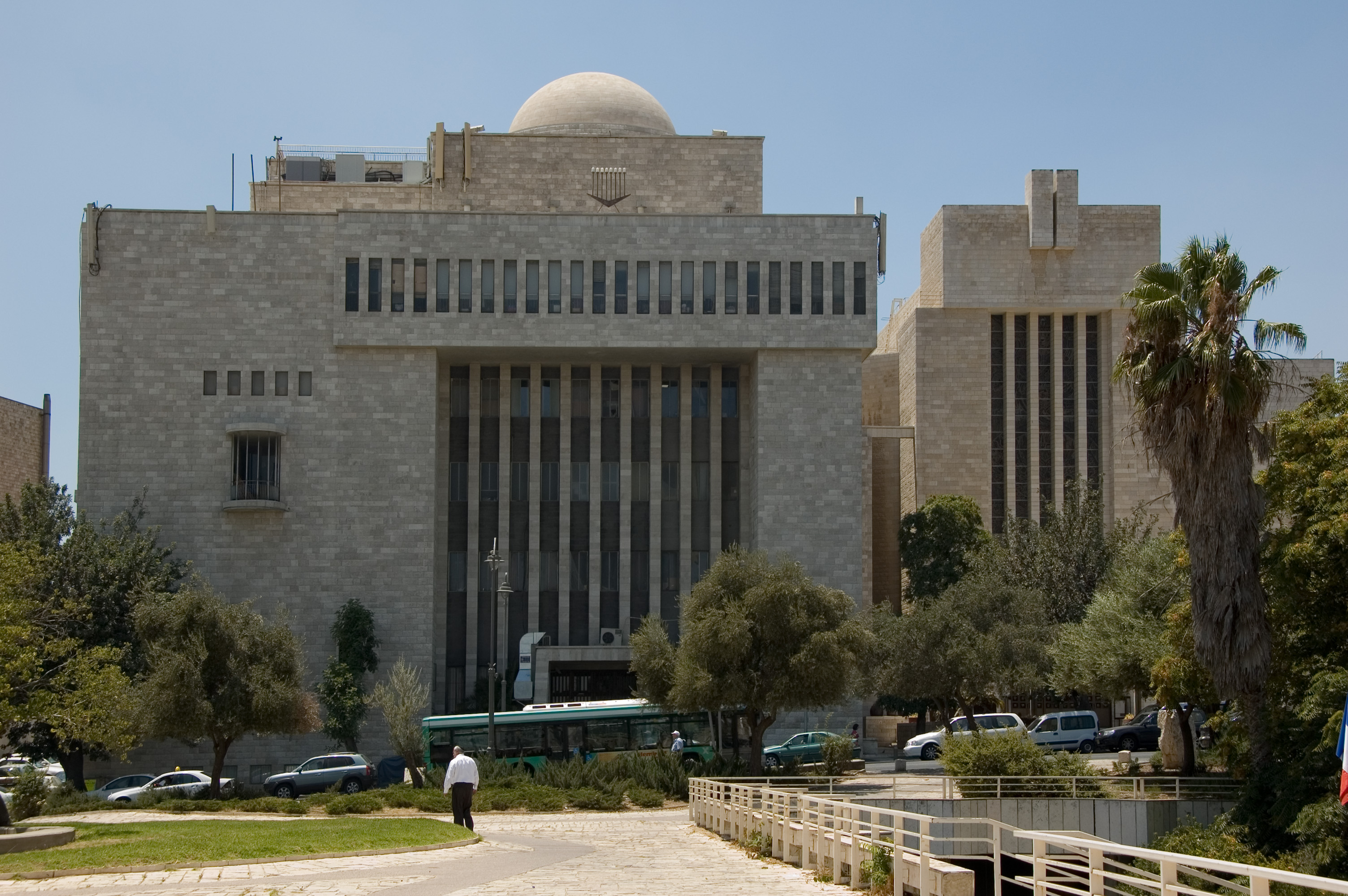
Le siège du grand-rabbinat avec, sur la droite de la photo, la grande synagogue de Jérusalem

L'institution du grand-rabbinat (appelé dès lors grand-rabbinat d'Israël) est reconduite par le jeune État d'Israël, né en 1948. En 1953, David Ben Gourion étant premier ministre, une loi détermine les attributions du grand-rabbinat, véritable service public administré par des fonctionnaires religieux payés par l'État et les collectivités locales : rabbins, responsables de bains rituels, de l'abattage et de la surveillance de la cacherout dans les cuisines publiques. Cette organisation cultuelle est complétée par les tribunaux rabbiniques et une cour d'appel ayant compétence en matière de mariage et de divorce.
Jusqu'en 1973, les grands-rabbins d'Israël étaient désignés à vie. Depuis cette date, leur mandat est limité à 10 ans.
Une loi votée en 1980 fixe jusqu'à maintenant le fonctionnement de l'institution. La loi israélienne reconnaît le grand-rabbinat comme l'autorité suprême en matière de Halakha et de religion pour les Juifs dans l'État d'Israël. Le Conseil du grand-rabbinat, uniquement composé de rabbins, assiste les deux grands rabbins qui en assurent la présidence à tour de rôle. Il a l'autorité légale et administrative pour encadrer la vie religieuse des Juifs d'Israël, particulièrement mariages, divorces et conversions. Il répond aussi aux questions relatives à la halakha que peuvent poser des organisations juives de la Diaspora. Le Conseil établit, guide et instruit les organismes soumis à son autorité, quant à leurs activités et leur domaine de compétence. Quant aux deux grands rabbins, ils sont élus par un collège électoral de 150 membres, 80 rabbins et 70 représentants du public.
Le siège du grand-rabbinat se situe à Jérusalem.
| Grands-rabbins séfarades | Grands-rabbins ashkénazes |
| --- | --- |
| - Benzion Uziel (en) (1948–1954) - Yitzhak Nissim (en) (1955–1973), né à Bagdad - Ovadia Yosef (1973–1983), né à Bagdad - Mordekhaï Eliyahou (1983–1993) - Eliahou Bakshi-Doron (1993–2003) - Shlomo Amar (2003–2013), né à Casablanca - Yitzhak Yosef (2013–2024), fils d'Ovadia Yosef - David Yosef (en) (2024– ), fils d'Ovadia Yosef | - Yitzhak HaLevi Herzog (1948–1959) - Isser Yehuda Unterman (1964–1973) - Shlomo Goren (1973–1983), le premier rabbin à avoir pu sonner du chophar au pied du Mur occidental le 7 juin 1967 - Avraham Shapira (1983–1993) - Meir Lau (1993–2003), ancien déporté à Buchenwald - Yona Metzger (2003–2013) - David Lau (2013–2023), fils de Meir Lau - Kalman Ber (en) (2024- ) |

### Position halakhique
Le grand-rabbinat maintient une approche orthodoxe de la Halakha et ne reconnaît pas les conversions ou les mariages effectués par des rabbins massortis ou libéraux. Cette approche peut être à l'origine de grandes difficultés d'état-civil pour les immigrants en Israël dont les certificats de mariage ou de conversion sont signés de rabbins massortis ou libéraux. En novembre 2014, malgré les réticences du grand-rabbinat, un projet de loi est adopté par le gouvernement israélien pour permettre aux rabbins de chaque grande ville de tenir des tribunaux de conversion et de diriger une Cour apte à traiter les demandes, alors que, jusqu'alors, seuls quatre tribunaux, dirigés par des rabbins orthodoxes permettaient d’avoir accès à cette conversion. Cette question des conversions divise en 2016 le rabbinat israélien, comme l'illustre un conflit entre la cour rabbinique de Petah Tikva et le grand-rabbin ashkénaze d'Israël David Lau à propos d'une conversion effectuée par un rabbin orthodoxe américain. La position du grand-rabbinat vis-à-vis des conversions et plus généralement des judaïsmes conservateur et réformé est dénoncée en décembre 2016 par le chef de l’Agence Juive, Natan Sharansky, lors d'une réunion de la Commission chargée du poids de la Religion et de l’État de la Knesset. En juillet 2017, une nouvelle polémique naît lorsque le grand-rabbinat publie une liste de 160 rabbins issus de la Diaspora dont les conversions ne sont pas reconnues. Parmi eux sont cités plusieurs éminents rabbins orthodoxes américains. Le 1er mars 2021, la Cour suprême d'Israël reconnaît la validité des conversions effectuées en Israël par des rabbins conservateurs ou réformés, c’est-à-dire hors du cadre imposé par le grand-rabbinat. En 2022, le grand rabbin ashkénaze David Lau appelle à la révocation de la clause dite des « petits-enfants », qui permet à tous ceux qui ont au moins un grand-parent juif et qui ne pratiquent pas une autre religion de devenir citoyens israéliens.  
Après l'attentat de Pittsburgh, le grand rabbin d’Israël, David Lau a défini le lieu de l'attentat comme « un lieu à caractère juif marqué » et déclaré que « le meurtre d’un Juif, où que ce soit dans le monde, parce qu’il est juif, est quelque chose d’impardonnable » et qu'ils « ont été tués parce qu’ils étaient Juifs. La question de leur synagogue ou de leur tradition liturgique n’importe pas ». Benyamin Netanyahou le désapprouve.
Quant à la place des femmes dans le culte ou son organisation, elle reste très limitée même si pour la première fois, des femmes ont participé à l'élection des grands-rabbins en 2013. En 2019, le grand-rabbin séfarade d'Israël s'oppose à l'allumage des bougies de Hanoukka dans les synagogues par des femmes. En 2020, le grand-rabbinat menace de faire la grève des examens nécessaires à la certification des rabbins s’il était contraint de dispenser une formation aux femmes qui souhaitent étudier les lois requises pour devenir rabbin orthodoxe, même si ces femmes n’insistent pas pour recevoir l’ordination rabbinique.
En 2020 et 2021, le médiateur de la justice s'oppose aussi au grand-rabbin séfarade Yitzhak Yosef sur les femmes, le judaïsme réformé, la Haute Cour de justice puis sur les réformes proposées par le gouvernement Bennett qui supprimeront le monopole orthodoxe sur la certification de la casheroute et sur les conversions religieuses.